# Sthenias burmanensis
Sthenias burmanensis är en skalbaggsart som beskrevs av Stephan von Breuning 1938. Sthenias burmanensis ingår i släktet Sthenias och familjen långhorningar.
Artens utbredningsområde är Myanmar. Inga underarter finns listade i Catalogue of Life.